# Mellersta Kinnevalds landskommun
Mellersta Kinnevalds landskommun var en tidigare kommun i Kronobergs län.

## Administrativ historik
Den bildades som storkommun vid kommunreformen 1952 genom sammanläggning av de tidigare kommunerna Dänningelanda, Kalvsvik, Tävelsås och Vederslöv. Den fick sitt namn efter Kinnevalds härad, i vars centrala del den låg.
Kommunen upphörde med utgången av år 1970, varefter dess område gick upp i Växjö kommun.
Kommunkoden var 0717.

### Kyrklig tillhörighet
I kyrkligt hänseende tillhörde kommunen församlingarna Dänningelanda, Kalvsvik, Tävelsås och Vederslöv.

## Geografi
Mellersta Kinnevalds landskommun omfattade den 1 januari 1952 en areal av 196,35 km², varav 166,69 km² land.

### Tätorter i kommunen 1960
I Mellersta Kinnevalds landskommun fanns den 1 november 1960 ingen tätort. Tätortsgraden i kommunen var då alltså 0,0 procent.

## Politik

### Mandatfördelning i valen 1950–66
| 9 | 10 | 2 | 9 |

| 30 |

| 9 | 10 | 2 | 9 |

| 30 |

| 7 | 13 |  | 9 |

| 29 |

| 7 | 13 |  | 9 |

| 29 |

| 6 | 14 |  | 9 |

| 27 |